# ピエール・プティ (作曲家)
ピエール・プティ（Pierre Petit, 1922年4月21日 - 2000年7月1日）は、フランスの作曲家である。

## 生涯
フランスのポワティエに生まれる。1942年にパリ音楽院に入学し、音楽分析をジョルジュ・ダンドローに、和声をナディア・ブーランジェに、対位法をノエル・ギャロン、作曲をアンリ・ビュッセルらに学ぶ。
1946年にローマ賞を獲得し、1951年からはパリ音楽院とエコール・ポリテクニークの教師となり、35年間務めることになる。
2000年7月1日、パリで死去。
作品は多作で、オペラ、協奏曲、室内楽曲など多く作曲している。また著書も著している。

## 作品
- 声とピアノのためのメロディー
- ピアノのためのコンチェルティーノ
- ピアノ曲『プローニュの森』
- バレエ音楽『赤色の光、緑色の光』
- オペラ『Furia Italiana』
- オルガン、弦楽、打楽器のためのコンチェルティーノ
- コミック・オペラ『片頭痛』
- 2台のギターのための『トッカータ』
- 2台のギターのための協奏曲
- ポール・ギルソンの4つの詩
- 2台のピアノのための『馬鹿騒ぎ』
- 管弦楽のためのタランテラ
- より多くの-2つのチェロと管弦楽のための
- バレエ音楽『オルフェウス』

## 関連書籍
- Sax, Mule & Co, Jean-Pierre Thiollet, H & D, Paris, 2004 (160-161)